# خفاش أكبر فأري الأذنين
الخفاش الأكبر فأري الأذنين هو نوع أوربي من الخفافيش في فصيلة خفافيش الليل.